# Nancy Drew
Nancy Drew (bra: Nancy Drew e o Mistério de Hollywood) é um filme estadunidense de 2007 dirigido por Andrew Fleming. É baseado vagamente na série de mistério de mesmo nome. É estrelado por Emma Roberts como Nancy Drew, uma adolescente detetive que resolve investigar o caso de uma morte ao acompanhar seu pai em uma viagem de negócios.

## Elenco
- Emma Roberts - Nancy Drew
- Josh Flitter - Corky
- Max Thieriot - Ned Nickerson
- Rachael Leigh Cook - Jane Brighton
- Tate Donovan - Carson Drew
- Marshall Bell - Leshing
- Daniella Monet - Inoga
- Kelly Vitz - Trish
- Barry Bostwick - Dashiel Biedermeyer
- Amy Bruckner - Bess Marvin
- Kay Panabaker - Georgia Fayne
- David Doty - Father Murphy
- Caroline Aaron - Barbara Barbara
- Cliff Bemis - Chefe McGinnis
- Adam Clark - Sgt. Billings
- Rich Cooper - Charlie
- Laura Harring - Dehlia Draycott
- Pat Carroll - Vizinha de Nancy
- Bruce Willis - Bruce
- Craig Ellis - Thug

## Recepção
O público pesquisado pelo CinemaScore deu ao filme uma nota média de "A−" em uma escala de A+ a F.
No consenso do agregador de críticas Rotten Tomatoes diz: "Emma Roberts é borbulhante e charmosa como Nancy Drew, a detetive júnior. Mas apesar de seus melhores esforços, Nancy Drew ainda carece de emoção, surpresa , e personagens secundários atraentes." Na pontuação onde a equipe do site categoriza as opiniões da grande mídia e da mídia independente apenas como positivas ou negativas, o filme tem um índice de aprovação de 49% calculado com base em 138 comentários dos críticos. Por comparação, com as mesmas opiniões sendo calculadas usando uma média aritmética ponderada, a nota alcançada é 5,5/10.
Em outro agregador, o Metacritic, que calcula as notas das opiniões usando somente uma média aritmética ponderada de determinados veículos de comunicação em maior parte da grande mídia, tem uma pontuação de 53/100, alcançada com base em 31 avaliações da imprensa anexadas no site, com a indicação de "revisões mistas ou neutras".